# Неффе, Карел (младший)
Карел Неффе (чеш. Karel Neffe; род. 21 февраля 1985, Прага) — чешский гребец, выступавший за сборную Чехии по академической гребле в 2000-х годах. Чемпион Европы, призёр этапов Кубка мира, многократный победитель и призёр первенств национального значения, участник двух летних Олимпийских игр.

## Биография
Карел Неффе родился 21 февраля 1985 года в Праге. Сын известного чехословацкого гребца Карела Неффе, бронзового призёра Олимпийских игр 1972 года в Мюнхене.
Занимался академической греблей в столичном клубе «Дукла».
Впервые заявил о себе на международном уровне в сезоне 2002 года, когда вошёл в состав чешской национальной сборной и одержал победу в восьмёрках на юниорском мировом первенстве в Тракае.
В 2003 году в распашных безрульных четвёрках стал серебряным призёром на юниорском мировом первенстве в Афинах и занял пятое место на взрослом чемпионате мира в Милане.
Благодаря череде удачных выступлений удостоился права защищать честь страны на летних Олимпийских играх 2004 года в Афинах — в программе четвёрок без рулевого сумел отобраться лишь в утешительный финал В и расположился в итоговом протоколе соревнований на восьмой строке.
В 2005 году в той же дисциплине показал восьмой результат на чемпионате мира в Гифу.
В 2006 году в безрульных четвёрках победил на молодёжном мировом первенстве в Хазевинкеле, закрыл десятку сильнейших на чемпионате мира в Итоне.
В 2007 году со своим четырёхместным экипажем превзошёл всех соперников на чемпионате Европы в Познани, был седьмым на чемпионате мира в Мюнхене.
Находясь в числе лидеров гребной команды Чехии, благополучно прошёл отбор на Олимпийские игры 2008 года в Пекине — на сей раз в распашных безрульных четвёрках вместе со своими соотечественниками вышел в главный финал, где финишировал пятым.
После пекинской Олимпиады Неффе ещё в течение некоторого времени оставался действующим спортсменом и продолжал принимать участие в крупнейших международных регатах. Так, в 2009 году в безрульных четвёрках он выиграл серебряную медаль на Кубке мира в Баньолесе, стал четвёртым на чемпионате мира в Познани.